# Darren Huckerby
Darren Huckerby (Nottingham, 23 aprile 1976) è un ex calciatore inglese, di ruolo attaccante.
Ala sinistra, ha segnato più di 100 gol in più di 450 partite ufficiale, 200 delle quali disputate nella Premier League.

## Palmarès

### Club

#### Competizioni nazionali
- Football League Championship: 2

Manchester City: 2001-2002
Norwich City: 2003-2004

### Individuale
- Calciatore dell'anno del Norwich City: 2

2003, 2005
- MLS Newcomer of the Year Award: 1

2008